# Empruthotrema raiae
Empruthotrema raiae är en plattmaskart. Empruthotrema raiae ingår i släktet Empruthotrema och familjen Monocotylidae. Inga underarter finns listade i Catalogue of Life.